# Zbór Chrześcijańskiej Wspólnoty Zielonoświątkowej w Gdańsku
Zbór Chrześcijańskiej Wspólnoty Zielonoświątkowej w Gdańsku – zbór  Chrześcijańskiej Wspólnoty Zielonoświątkowej działający w Gdańsku.
Pastorem zboru jest Arkadiusz Borejszo. Nabożeństwa odbywają się trzy razy w tygodniu w domu modlitwy zlokalizowanym przy ul. Synów Pułku 55.

## Historia
W latach 70. XX wieku w Gdańsku osiedliła się rodzina Wojciechowskich, ewangelicznie wierzących chrześcijan, zamieszkała wcześniej w Przemkowie i należąca do zboru w Nowej Soli. Po przeprowadzce do Gdańsk zaznajomili się oni z zamieszkałym tu współwyznawcą przybyłym z Wrocławia i należącym tam uprzednio do niezarejestrowanej wspólnoty pięćdziesiątników. Spotykali się oni nieregularnie na modlitwach, śpiewie i rozważaniach biblijnych. Grupkę tę wizytowali pastorzy Michał Jawdyk, Kazimierz Poręba, Stanisław Daszkiewicz, Czesław Budzyniak i Wiesław Janik, myśląc o powołaniu Chrześcijańskiej Wspólnoty Zielonoświątkowej w Gdańsku. Na skutek kolejnych nawróceń członków gdańskiej społeczności przybywało, wobec czego w 1981 rozpoczął tu funkcjonowanie samodzielny zbór, którego siedzibą i miejscem spotkań stało się mieszkanie Wojciechowskich przy ul. Pilotów 12c/25. W pierwszym nabożeństwie wspólnoty udział wziął pastor Wiesław Janik, miało miejsce wówczas błogosławieństwo syna właścicieli lokalu. W lipcu 1981 chrzest wiary przyjęły kolejne dwie osoby. Dołączali również pojedynczy wierni funkcjonujący wcześniej poza zorganizowanymi wspólnotami. 
Jesienią 1983 zbór przeprowadził ewangelizację na terenie miasta, a w działaniach tych wparty został przez przybyłych tu członków zboru w Zabrzu pod przewodnictwem Andrzeja Poręby. Pozyskano w ten sposób zainteresowanych kolejnymi spotkaniami z członkami wspólnoty. Akcja ewangelizacyjna została zakończona 2 października 1983 chrztem mężczyzny nawróconego kilka miesięcy wcześniej, który przeprowadził Andrzej Poręba. Następne chrzest, w którym udział wzięło 5 osób, miał miejsce 31 sierpnia 1986. W kolejnych latach również przeprowadzane były chrzty, jednak nie odbywały się one co roku.
W 1990 z racji braku miejsc dla wiernych w dotychczasowej siedzibie zboru, którą stanowiło mieszkanie prywatne, nabożeństwa zostały przeniesione do wynajętej świetlicy Spółdzielni Mieszkaniowej Przymorze. Lokal ten został jednak przeznaczony na cele handlowe, w związku z czym w listopadzie 1991 zbór przeniósł się do świetlicy Domu Nauczyciela w dzielnicy Wrzeszcz. Z racji wynajmowania przez właścicieli świetlicy we Wrzeszczu również na inne cele, niezgodne z przekonaniami członków wspólnoty, zbór zdecydował o rozpoczęciu poszukiwań miejsca, które pozostawałoby do jego wyłącznego użytkowania. Przystąpiono więc do przetargu na wynajem działki wraz z budynkiem socjalno-biurowym przy ul. Południowej 1 w Brzeźnie. 16 września 1992 podpisano umowę najmu tego obiektu i po trwających dwa miesiące pracach adaptacyjnych dokonano otwarcia domu modlitwy.
W drugiej połowie 1993 zbór opuściło kilkunastu dotychczasowych członków, którzy w większości przyłączyli się do innych wspólnot działających na terenie Trójmiasta.
Wiosną 1994 Zbór Chrześcijańskiej Wspólnoty Zielonoświątkowej w Gdańsku wraz z innymi społecznościami ewangelicznymi funkcjonującymi na obszarze miejscowej aglomeracji zaangażował się w przygotowanie ewangelizacji prowadzonej tu przez Luisa Palau, na skutek czego wspólnota pozyskała nowych wiernych. W sierpniu tego samego roku grupa osób, która doświadczyła nawrócenia podczas ewangelizacji przyjęła chrzest. W czerwcu 1995 miał miejsce kolejny chrzest siedmiu osób, co stanowiło największą jednocześnie ochrzczoną grupę w dotychczasowej historii zboru.
Kolejne akcje ewangelizacyjne były prowadzone przez zbór w dniach 26–28 czerwca 1997 roku i 27–29 czerwca 1998 podczas odbywających się tu ewangelizacyjnych zjazdów młodzieży. Prowadzono wówczas głoszenie na ulicach miasta i rozdawano publikacje chrześcijańskie.
W 1999 wspólnocie wypowiedziana została umowa najmu nieruchomości przy ul. Południowej, która przeznaczona została na siedzibę powstałej wówczas Rady Osiedla. Urząd Miejski przedstawił więc zborowi kilka lokali do wynajęcia. Zdecydowano się na pomieszczenia w budynku przy ul. Korzeniowskiego 1, położonym nieopodal dotychczasowego domu modlitwy. Zbór stał się użytkownikiem lokalu 16 lutego 2000 i przystąpił do jego remontu i dostosowania do prowadzenia działalności religijnej. Poza nabożeństwami, prowadzone tam były zajęcia szkółki niedzielnej dla dzieci w dwóch grupach wiekowych. Odbywały się dwa nabożeństwa w tygodniu, jak również cotygodniowe rozważania Słowa Bożego. Chrzty przeprowadzane były w morzu, odległym od siedziby wspólnoty o 200 metrów. 
Kolejny dom modlitwy zboru powstał przy ul. Synów Pułku 55 na osiedlu  Klukowo.